# 凤溪镇
凤溪乡，是中华人民共和国四川省巴中市巴州区下辖的一个乡镇级行政单位。

## 行政区划
凤溪乡下辖以下地区：
金鼓村、董家扁村、李家扁村、金子村、莲花石村、星光村、柏桠村、小河村、百佛村、火光村、磨垭村、元盘村和白简河村。